# Geolycosa ternetzi
Geolycosa ternetzi este o specie de păianjeni din genul Geolycosa, familia Lycosidae. A fost descrisă pentru prima dată de Mello-leitao, 1939.
Este endemică în Paraguay. Conform Catalogue of Life specia Geolycosa ternetzi nu are subspecii cunoscute.